# گزارش (فیلم ۱۳۵۶)
گزارش فیلمی است ایرانی به کارگردانی و نویسندگی عبّاس کیارستمی محصول سال ۱۳۵۶ است. این فیلم به تهیه‌کنندگی بهمن فرمان‌آرا محصول شرکت گسترش صنایع سینمایی ایران است.
گزارش نخستین فیلم بلند سینمایی عباس کیارستمی برای بزرگسالان است. کیارستمی پیش از گزارش چندین فیلم کوتاه و نیمه‌بلند را برای گروه سنی کودک و نوجوان در کانون پرورش فکری کودکان و نوجوانان ساخته است.
گزارش از اولین فیلمهای سینمای ایران بود که صدابرداری سرصحنه داشته است.

## خلاصه داستان
در ابتدای فیلم محمد فیروزکوهی کارمند با همکاران خود به مهمانی شبانه‌ای که به مناسبت تولد فرزند رئیس اداره دارایی برگزار شده است می‌رود. در این‌جا است که با یک زن روسپی ارتباط برقرار می‌کند. او این رفتارهای خود را ادامه می‌دهد و شب بعد به کازینو می‌رود. این کارها در کنار اتمام مهلت قرار داد اجارهٔ خانه باعث ایجاد جو منفی در خانه می‌شود.
سرانجام او را به دلیل تلاش برای دریافت رشوه به شغل نازل تری منتقل می‌کنند و این باعث می‌شود مشکلات وی با همسرش (اعظم فیروزکوهی) با بازی شهره آغداشلو تشدید شود. در یکی از روزها پس از یک دعوای شدید، محمد به همراه کودک خانه را ترک می‌کند. در بازگشت اعظم را درحالی که برای خود کشی اقدام به خوردن قرص کرده است می‌یابد و او را به بیمارستان می‌رساند. پایان فیلم صبح با دمیدن خورشید است. اعظم به هوش می‌آید، محمد که در کنار تخت بیمارستان است بیدار می‌شود و به دنبال فرزندشان که در خودرو خوابیده است، می‌رود.

## بازیگران
اسامی بازیگران فیلم گزارش به ترتیب نمایش در عنوان‌بندی آغازین و پایانی فیلم:
1. کوروش افشار[پناه] به نقش محمد فیروزکوهی
2. شهره آغداشلو به نقش اعظم
3. مصطفی طاری
4. مهدی منتظر
5. محمدباقر توکلی
6. هاشم ارکان
7. مهرنوش اردپور
8. طناز اسماعیلی
9. موسی افشار
10. آندره کووالویچ
11. ناصر زراعتی
12. پری[دخت] اقبال‌پور
13. کاظم نشاط
14. علی احمدی
15. پری پژوهی
16. مرتضی کاخکی
17. احمد بهروزی (در عنوان‌بندی‌ها نیامده)
18. روح‌انگیز رکنی (در عنوان‌بندی‌ها نیامده)

## عوامل فیلم
گروه کارگردانی
- کارگردان: عبّاس کیارستمی
- دستیار کارگردان: احمد میرشکاری
- مدیر برنامه‌ریزی: مهوش شیخ الاسلامی

گروه فیلم‌برداری
- مدیر فیلمبرداری: علیرضا زرین‌دست
- دستیار فیلمبردار: احمد دلشادیان
- عکاس: فرهاد فرهادی

گروه صدا
- مدیر صدابرداری: یوسف شهاب
- صدابرداران: اسکندر حاجی و دارا مبشر

تدوین: ماه‌طلعت میرفندرسکی
گریم: ایرج سمندی
طراح صحنه: احمد میرشکاری
تدارکات: محمد علیمردانی و علی کاشانی

## نمایش فیلم
فیلم «گزارش» نخستین بار در ششمین جشنواره جهانی فیلم تهران نمایش داده شد. فیلم بعد از آن مدتی توقیف شد ولی در نهایت برای بار نخست در تاریخ سه‌شنبه ۲۳ خرداد ۱۳۵۷ خورشیدی در سینما سینه‌موند تهران در پنج نوبت به نمایش عموم درآمد. این فیلم جایگزین فیلم لوکوموتیوران در سینما سینه‌موند تهران شد.
فیلم گزارش، پس از ۷ هفته نمایش در سینما سینه‌موند تهران، در تاریخ سه‌شنبه ۱۰ مرداد ۱۳۵۷ به نمایش خود پایان داد. پایان نمایش فیلم گزارش، مصادف با تعطیلی سینماها (۱۱-۱۸ مرداد) شد که به دلیل اعتصاب سینماداران در اعتراض پایین بودن قیمت بلیطها رخ داد.
بر اساس جراید قرار بر این بود که از تاریخ سه شنبه ۳ مرداد ۱۳۵۷، نمایش فیلم ایتالیایی قاضی و دختر جوان (ایتالیایی: Stangata in famiglia) در سینما سینه‌موند ادامه یابد ولی به دلایلی این فیلم تنها یک روز نمایش داده شد و از روز بعد، نمایش فیلم گزارش تا ۱۰ مرداد ادامه یافت.
بعد از بازگشایی سینماها در ۱۹ مرداد، نمایش فیلم گزارش برای ۴ روز دیگر ادامه یافت و در نهایت در تاریخ دوشنبه ۲۳ مرداد ۱۳۵۷ جای خود را به فیلم ایتالیایی قاضی و دختر جوان داد
این فیلم پس از سال‌ها در مراسم یادبودی که در خانه هنرمندان ایران در تاریخ ۲۶ تیر ۱۳۹۵ در پی در گذشت عباس کیارستمی برگزار شده بود، اکران گردید. بنا به گفتهٔ مسئول نمایش فیلم در این اکران تمام فیلم به جز یک صحنهٔ یک دقیقه‌ای که براساس شرایط حاکم بر مکان‌های رسمی در ایران کنونی قابل پخش نیست، پخش شد.

## جشنواره‌ها
- ۱۳۵۶: ششمین جشنواره جهانی فیلم تهران، ۲۴ آبان تا ۶ آذر ۱۳۵۶
- ۱۳۷۴: ۴۸مین جشنواره فیلم لوکارنو سوئیس از ۱۲–۲۲ مرداد ۱۳۷۴ برابر با ۳–۱۳ اوت ۱۹۹۵ میلادی در بخش مرور بر آثار عباس کیارستمی[۲۰]
- ۱۳۸۳: ۲۸مین جشنواره بین‌المللی فیلم سائوپائولو (MOSTRA) در برزیل از ۱۱–۲۱ مرداد ۱۳۸۳ برابر با ۱–۱۱ سپتامبر ۲۰۰۴ میلادی[۲۱]
- ۱۳۸۳: ۴۵مین جشنواره بین‌المللی فیلم تسالوینکی یونان از ۱–۱۰ آذر ۱۳۸۳ برابر ۲۱–۳۰ نوامبر ۲۰۰۴ میلادی
- ۱۴۰۱: ۲۶مین جشنواره بین‌المللی فیلم هنگ‌کنگ از ۲۳ مهر تا ۹ آبان ۱۴۰۱ برابر با ۱۵–۳۱ اکتبر ۲۰۲۲ میلادی در بخش استادان (The masters)[۲۲]